# ТЭЦ Поморяны
ТЭЦ Поморяны – теплоэлектроцентраль в городе Щецин на северо-западе Польши.
В 1937–1940 годах на юге Штеттина (который на тот момент принадлежал Германии) была построена электростанция с двумя турбинами мощностью по 50 МВт (можно отметить, что с 1916 года в порту этого же города уже работала другая станция, ныне известная как ТЭЦ Щецин). В результате Второй мировой войны объект был утерян.
Поляки, ставшие новыми владельцами города, восстановили площадку только в 1961 году. Здесь были установлены два паровых котла Benson ОР-206 и две турбины AEG 50/60 электрической и тепловой мощностью по 67,1 МВт и 90 МВт соответственно.
В 1978–1979 годах станцию адаптировали для поставки тепловой энергии для Щецина. Для покрытия пиковых нагрузок в теплосистеме смонтировали два угольных водогрейных котла рацибузской компании Rafako типа WP-120 мощностью по 140 МВт.
По состоянию на вторую половину 2010-х годов электрическая мощность станции составляла 134,2 МВт при тепловой мощности на уровне 323,5 МВт (в работе находились один котел WP-120 и вспомогательный мазутный котел Condor мощностью 5,5 МВт).